# آي بي إم دي بي 2
آي بي إم دي بي 2 (بالإنجليزية: IBM DB2)‏ هي عائلة من قواعد البيانات تطورها شركة آي بي إم، و كان الإصدار الأول لها في عام 1983.

## الخواص
يتم توزيع نظام إدارة قاعدة البيانات DataBase 2 (Db2) من قبل IBM لمنصات مختلفة:
هناك خط إنتاج لأجهزة حاسب مركزي IBM تم تطوير نظام z / OS عليه من نظام التشغيل VSE عبر MVS و OS / 390.
تم إنشاء خط آخر في الأصل لنظام التشغيل OS / 2. تم كتابة هذا البرنامج بلغة البرمجة C وشكل الأساس للمتغيرات في أنظمة التشغيل Linuxو Unixو Windows (LUW).
الاختلاف هو حل متكامل في نظام تشغيل IBM i لأنظمة IBM متوسطة المدى (اسم الجهاز الحالي i).
خط المنتج الرابع يتعلق بنظامي التشغيل VSEو VM. لا يزال هناك دعم لهذه، ولكن لا توجد إصدارات جديدة. تنصح IBM العملاء بالانتقال إلى منصات أخرى.
الإصدارات الحالية هي:
Db2 for z / OS، الإصدار 12 [2] (الأسماء السابقة: Db2 UDB لـ z / OS للإصدار 8 أو Db2 UDB لـ z / OS و OS / 390 للإصدار 7)
Db2 UDB لـ Linux و UNIX و Windows، الإصدار 11.1
Db2 Data Warehouse Edition for AIX، Linux، Windows
Db2 Everyplace قامت شركة IBM بسحب منتجات IBM DB2 Everyplace من المبيعات. كما تم الإعلان عن انتهاء الدعم في 30 أبريل 2013.
Db2 for i، الإصدار 7 الإصدار 1 (الاسم السابق: DB2 / 400)
خادم Db2 لـ VSE و VM، الإصدار 7.4
يدير Db2 البيانات في الجداول ويخزنها في مساحات الجداول. بالإضافة إلى أنواع بيانات SQL القياسية ، يدعم Db2 أيضًا أنواع البيانات الثنائية (النص والأصوات والصور ومقاطع الفيديو وبيانات XML).
يتوفر إصدار مجاني [3] لنظامي التشغيل Windows و Linux منذ فبراير 2006 مع القيود التالية مقارنة بالإصدارات التجارية:
استخدام كحد أقصى. 2 نواة لوحدة معالجة مركزية (أو 4 نوى بعقد صيانة إضافي)
استخدام كحد أقصى. ذاكرة رئيسية 4 جيجا بايت (أو 8 جيجا بايت مع عقد صيانة إضافي)
لا يحتوي هذا الإصدار على قيود على حجم قاعدة البيانات وعدد المستخدمين، ولكن بدون عقد صيانة إضافي، لا يوجد نسخ متماثل ودعم على مدار الساعة طوال أيام الأسبوع وتحديثات ملائمة.
من أجل تحقيق الأداء الأمثل عند تنفيذ وصول DB ، يتم استخدام محسِّن يسمى محسّن استعلام يستند إلى التكلفة [4] ، والذي يحدد الوصول إلى الجداول ذات الصلة أثناء إعداد البرنامج. هذا يعتمد ، من بين أمور أخرى ، على ما يسمى إحصائيات الجدول، والتي يمكن تحديثها بشكل دوري باستخدام أداة RUNSTATS ، ولكنها تأخذ أيضًا في الاعتبار القيم المميزة الأخرى مثل عدد وحدات المعالجة المركزية ووحدات المعالجة المساعدة وحالة النظام والذاكرة المتاحة والتوزيع المادي للبيانات.
تصل طبقة التطبيق إلى البيانات باستخدام SQL ، والتي تتوافق إلى حد كبير مع ANSI-SQL. وبالتالي يمكن الوصول إلى البيانات المخزنة من العديد من لغات البرمجة باستخدام SQL المضمنة.
يمكن أيضًا استخدام Db2 كنظام قاعدة بيانات مضمن.
في أبريل 2007 ، أعلنت شركة IBM عن تعاونها مع MySQL AB لإتاحة Db2 UDB لـ iSeries كمحرك قاعدة بيانات لـ MySQL. [5] هذا يعني أنه يمكن أيضًا استخدام قاعدة بيانات MySQL مفتوحة المصدر على نظام i5. تأمل آي بي إم في فتح مجالات جديدة لنظام i5 لتطبيقات MySQL و PHP.

## وصلات خارجية
- الموقع الرسمي